# Millionaire (Beady Eye)
Millionaire è il secondo singolo ufficiale della rock band inglese Beady Eye. Inserita nel disco di debutto Different Gear, Still Speeding, la canzone è stata pubblicata come secondo singolo del disco il 2 maggio 2011.
La canzone è stata scritta da Andy Bell e descrive un viaggio nei luoghi di Salvador Dalí, menzionato nel testo così come la sua città natale, Figueres.

## Lista tracce 7" (45 giri)
1. Millionaire – 3:17 (testo: Andy Bell)
2. Man of Misery – 2:19

Man of Misery comparve per la prima volta nel marzo 2009 in un video che promuoveva Pretty Green, la linea di abbigliamento fondata da Liam Gallagher. Quella presente nel singolo Millionaire è una versione riarrangiata e modificata.

## Video
Nel videoclip del brano, diretto da Charlie Lightning, la band guida lungo la costa catalana.